# Paratriathlon ai XV Giochi paralimpici estivi
Le gare di paratriathlon ai XV Giochi paralimpici estivi si sono volte tra il 10 e il 12 settembre 2016 nella zona del forte di Copacabana. In totale hanno partecipato 60 atleti in 6 differenti eventi. Si è trattato del debutto di questo sport ai giochi paralimpici.

## Calendario
| Maschile dettagli  | PT4 |     |
| Maschile dettagli  | PT2 |     |
| Maschile dettagli  | PT1 |     |
| Femminile dettagli |     | PT4 |
| Femminile dettagli | PT2 |     |
| Femminile dettagli | PT5 |     |

|  | Assegnazione medaglie |

## Podi

### Uomini
| Evento                       | Oro           | Perform. | Argento          | Perform. | Bronzo           | Perform. |
| ---------------------------- | ------------- | -------- | ---------------- | -------- | ---------------- | -------- |
| Gara maschile PT1 (dettagli) | Jetze Plat    | 0:59.31  | Geert Schipper   | 1:01.30  | Giovanni Achenza | 1:01.45  |
| Gara maschile PT2 (dettagli) | Andrew Lewis  | 1:11.49  | Michele Ferrarin | 1:12.30  | Mohamed Lahna    | 1:12.35  |
| Gara maschile PT4 (dettagli) | Martin Schulz | 1:02.37  | Stefan Daniel    | 1:03.05  | Jairo Ruiz Lopez | 1:03.14  |

### Donne
| Evento                        | Oro          | Perform. | Argento           | Perform. | Bronzo            | Perform. |
| ----------------------------- | ------------ | -------- | ----------------- | -------- | ----------------- | -------- |
| Gara femminile PT2 (dettagli) | Allysa Seely | 1:22.55  | Hailey Danisewicz | 1:23.43  | Melissa Stockwell | 1:25.24  |
| Gara femminile PT4 (dettagli) | Grace Norman | 1:10.39  | Lauren Steadman   | 1:11.43  | Gwladys Lemoussu  | 1:14.31  |
| Gara femminile PT5 (dettagli) | Katie Kelly  | 1:12.18  | Alison Patrick    | 1:13.20  | Melissa Reid      | 1:14.07  |

## Medagliere
| Posizione | Paese         | Oro | Argento | Bronzo | Totale |
| --------- | ------------- | --- | ------- | ------ | ------ |
| 1         | Stati Uniti   | 2   | 1       | 1      | 4      |
| 2         | Gran Bretagna | 1   | 2       | 1      | 4      |
| 3         | Paesi Bassi   | 1   | 1       | 0      | 2      |
| 4         | Australia     | 1   | 0       | 0      | 1      |
| 4         | Germania      | 1   | 0       | 0      | 1      |
| 6         | Italia        | 0   | 1       | 1      | 2      |
| 7         | Canada        | 0   | 1       | 0      | 1      |
| 8         | Francia       | 0   | 0       | 1      | 1      |
| 8         | Marocco       | 0   | 0       | 1      | 1      |
| 8         | Spagna        | 0   | 0       | 1      | 1      |
| Totale    | Totale        | 6   | 6       | 6      | 18     |